# اندیس چاه مکان
چاه مکان یک اندیس فلزی است که در حوالی شهر باغین استان کرمان قرار دارد و مادهٔ معدنی موجود در آن، سرب و روی است.  